# Vicente Miró
Pour les articles homonymes, voir Miro.
Vicente Miró, né le 25 juillet 1919 à Alquerías del Niño Perdido et mort le 1er décembre 1960, est un coureur cycliste espagnol. Professionnel de 1941 à 1947, il a notamment remporté une étape du Tour d'Espagne 1945.

## Palmarès
- 1942
  - 2e du Circuito de la Ribera de Jalón
- 1943
  - 2e du Tour de Catalogne
- 1944
  - 5e étape du GP Ayutamiento de Bilbao
  - 7ea étape du Tour du Levant (contre-la-montre)
  - 2e du Tour du Levant
  - 3e du Tour de Catalogne
- 1945
  - 4eb étape du Tour d'Espagne
  - Clásica a los Puertos

## Résultats sur le Tour d'Espagne
- 1942 : 12e
- 1945 : 20e, vainqueur de la 4eb étape
- 1946 : 18e